# 1864 na literatura

## Livros
- Publicação do livro de Júlio Verne, Viagem ao Centro de Terra.
- Lançamento do livro O Evangelho segundo o Espiritismo, compilado por Allan Kardec.

## Nascimentos
| Data            | Nome                | Profissão                  | Nacionalidade | Observações | Ref |
| --------------- | ------------------- | -------------------------- | ------------- | ----------- | --- |
| 21 de Fevereiro | Coelho Neto         | escritor                   | Brasil        | m. 1934     |     |
| 20 de Julho     | Erik Axel Karlfeldt | poeta                      | Suécia        | m. 1931     |     |
| 29 de setembro  | Miguel de Unamuno   | escritor, poeta e filósofo | Espanha       | m. 1936     |     |

## Mortes
| Data           | Nome           | Profissão          | Nacionalidade | Observações | Ref |
| -------------- | -------------- | ------------------ | ------------- | ----------- | --- |
| 13 de Novembro | Gonçalves Dias | poeta e teatrólogo | Brasil        | n. 1823     |     |